# Cifra di rumore
La cifra di rumore, erroneamente detta anche figura di rumore, abbreviato NF (dall'inglese noise figure), è una grandezza utilizzata in elettronica e nel campo delle telecomunicazioni assieme alla temperatura equivalente di rumore per quantificare la rumorosità di un sistema (in genere un quadripolo).
La determinazione della rumorosità di un quadripolo viene effettuata mediante il confronto con la rumorosità introdotta da un riferimento, il quale è in generale la resistenza che adatta in potenza la porta d'ingresso del quadripolo stesso e che si assume trovarsi alla temperatura assoluta di 290 K (17 °C).
Nello schema dNi indica la potenza disponibile di rumore (in una banda di frequenze infinitesima) introdotta dal resistore posto all'ingresso del quadripolo, mentre dNu indica la potenza disponibile di rumore misurata all'uscita. La potenza disponibile di rumore dNi è data da:
{\displaystyle dNi=kTdf}
in cui k = 1,38×10−23 J / K è la costante di Boltzmann e T è la temperatura assoluta a cui si trova il resistore (per convenzione si pone T=290 K ogniqualvolta non è specificato).
La cifra di rumore riferita al quadripolo considerato è definita come:
{\displaystyle F={\frac {dNu}{dNu'}}}
in cui dNu è la potenza disponibile di rumore misurata all'uscita del quadripolo in una banda di frequenze infinitesima dovuta sia al contributo della rumorosità d'ingresso (del riferimento R alla temperatura T) sia alla rumorosità introdotta dal quadripolo stesso; dNu' è invece la potenza disponibile di rumore che si misurerebbe all'uscita del quadripolo stesso se esso fosse ideale, cioè se non introducesse rumore.
Indicando con G il guadagno disponibile del quadripolo si ha che:
{\displaystyle dNu'=dNi\cdot G=kTdfG}
Dalla definizione di F si può quindi ottenere la potenza disponibile di rumore all'uscita del sistema:
{\displaystyle dNu=F\cdot dNu'=kTFdfG}
La cifra di rumore quantifica inoltre il peggioramento del rapporto segnale/rumore (Signal to Noise Ratio: SNR) a causa della rumorosità che introduce il quadripolo stesso:
{\displaystyle F={\frac {\mathrm {SNR} _{\mathrm {in} }}{\mathrm {SNR} _{\mathrm {out} }}}} che espressa in decibel {\displaystyle F|_{dB}=SNR_{in}|_{dB}-SNR_{out}|_{dB}}
La cifra di rumore e la temperatura equivalente di rumore sono fra loro legate dalle seguenti relazioni, ottenibili confrontando le espressioni di dNu che si ottengono utilizzando l'una o l'altra in riferimento allo stesso quadripolo:
{\displaystyle F={\frac {T+T_{r}}{T}}}
{\displaystyle T_{r}=(F-1)T}
in cui T è la temperatura assoluta del riferimento alla quale è stata calcolata F.
La cifra di rumore in generale è funzione della frequenza; inoltre F dipende dal riferimento considerato e dalla sua temperatura (in quanto è definita come rapporto fra potenze disponibili). I valori di F forniti dai produttori di apparecchiature elettroniche sono quindi da considerare riferiti alla temperatura di riferimento utilizzata per il loro calcolo: anche in questo caso il valore di riferimento è di 290 kelvin quando non è specificato altrimenti.
Per dispositivi in cascata, la cifra di rumore totale può essere calcolata attraverso la formula di Friis:
{\displaystyle F=F_{1}+{\frac {F_{2}-1}{G_{1}}}+{\frac {F_{3}-1}{G_{1}G_{2}}}+{\frac {F_{4}-1}{G_{1}G_{2}G_{3}}}+\cdots +{\frac {F_{N}-1}{G_{1}G_{2}G_{3}\cdots G_{N-1}}},}
dove Fn è la cifra di rumore dello stadio n, mentre Gn è il corrispondente guadagno di potenza (in scala lineare, non in dB).